# Kinzig (Rin)

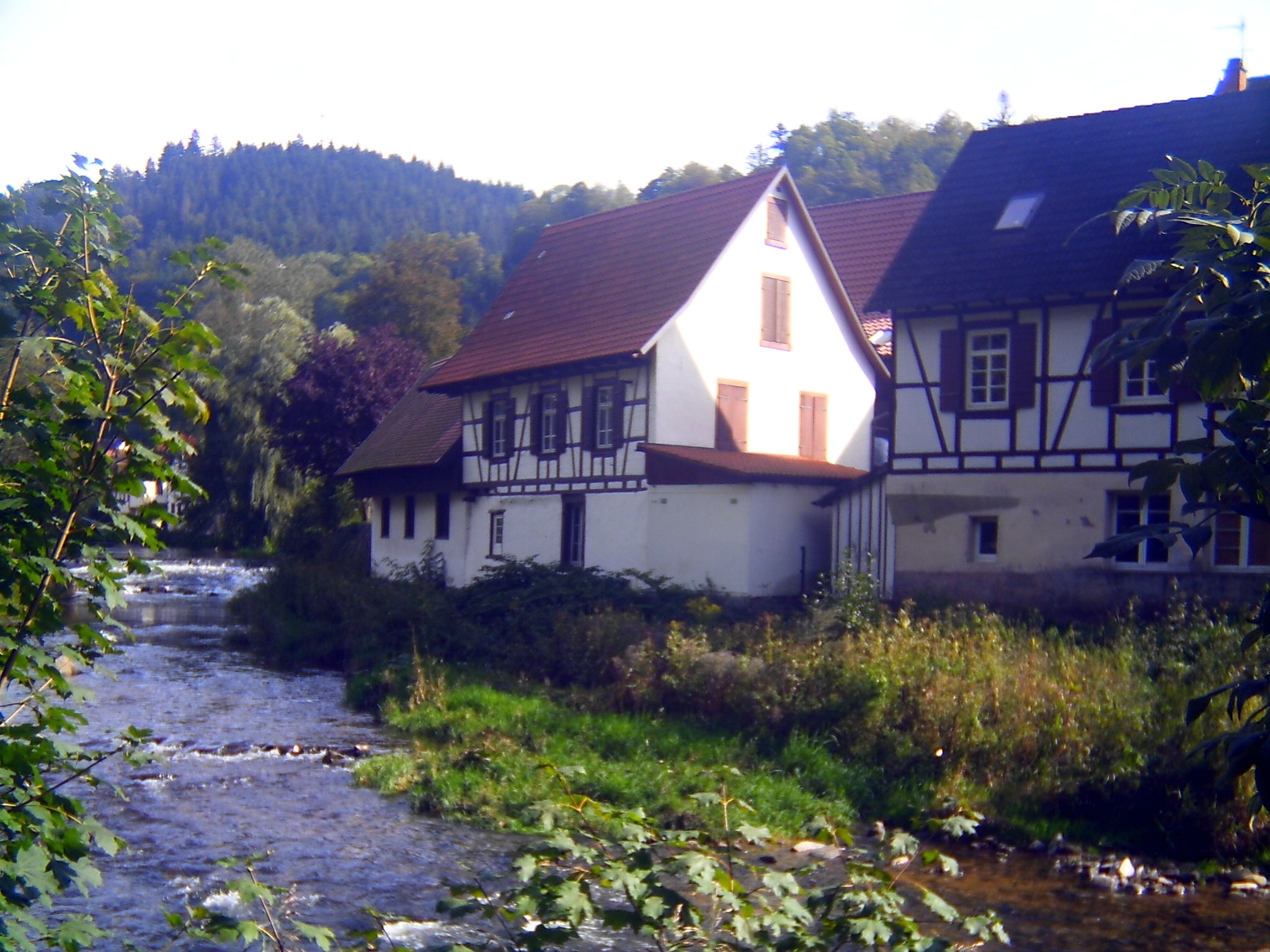
Kinzig (Rin)

Kinzig este un afluent al Rinului situat în regiunea centrală din Munții Pădurea Neagră, landul Baden-Württemberg, Germania. Izvorul lui se află la Loßburg la o altitudine de 682 m. Pe lungimea lui de 93 km, el are o diferență de altitudine de 548 m, se varsă în Rin la Kehl-Auenheim.

Afluenți
Lohmühle, Kleine Kinzig, Heubach, Sulzbächle, Ippichen, Langenbach, Wolf, Harmersbach, 	Aischbach, Rötenbach, Schiltach, Schiltersbach, Kirnbach, Gutach, Schutter
Localități traversate
Offenburg, Kehl, Alpirsbach, Schiltach, Wolfach, Hausach, Haslach, Gengenbach
Bazin de colectare
1.406 km²